# Тефнут
Тефнут (егип. tfn.t, копт. ⲧϥⲏⲛⲉ, tfēne), хвалебное имя Нубийская кошка — в древнеегипетской мифологии богиня влаги, влажного воздуха, росы, дождя, плодородия, календарных сезонов в древнеегипетской религии. Является близнецом и супругой Шу — бога воздуха и матерью бога земли Геба и богини неба Нут.

## Ономастика
Сложно установить точный перевод имени Тефнут. Иногда оно переводится как роса или влага в воздухе. Первые консонанты имени tf означают "плевок". По версии мифа о создании, Ра (или Атум) выплюнул её; в поздних текстах её имя было написано в виде плюющегося рта.
Как и большинство египетских божеств, включая её брата, у Тефнут нет ни одного идеографа или символа. Её имя в иероглифах состоит из четырёх единичных символов фонограммы t-f-n-t. Хотя фонограмма «n» является представлением волн на поверхности воды, она никогда не использовалась в качестве идеограммы или детерминатива для слова вода (mw) или для чего-либо, связанного с водой.

## Мифологические истоки
Тефнут — дочь бога солнца Ра-Атума. Замужем за своим братом Шу. Их дети — богиня неба Нут и бог земли Геб. Внуками Тефнут являются Осирис, Исида, Сет, Нефтида и в некоторых версиях Хор-Ур (Гор Старший). Она также прабабушка Гора-младшего. Вместе с отцом, братом, детьми, внуками и правнуками она является членом Эннеады Гелиополя.
Существует несколько вариантов мифа о сотворении Тефнут и ее брата Шу. Во всех версиях Тефнут — результат партеногенеза. Согласно гелиопольскому сказанию, бог солнца Атум-Ра зачал Тефнут и Шу, проглотив собственное семя, извергнутое им в свой рот, а затем родил эту пару богов, выплюнув их изо рта.
Ипостасью Тефнут являлась богиня пламени Упес, другой её ипостасью нередко выступала богиня письма Сешат. Тефнут отождествлялась с Мут, Баст, а также с Хатор, Сехмет и другими богинями-львицами (Менхит. Мент), почитавшимися в Древнем Египте.
Иногда Тефнут называют женой Птаха. Тефнут — дочь Ра, также его любимое око. О ней говорили: «Дочь Ра на его лбу». Когда Ра утром всходит над горизонтом, Тефнут огненным оком сияет у него во лбу и сжигает врагов великого бога. В этом качестве Тефнут отождествлялась с богиней Уто.

## Иконография
Её земным воплощением считалась львица. В её полностью или полуантропоморфной форме она изображается в парике, увенчанном либо змеем-уреем, либо уреем и солнечным диском, а иногда она изображается как змея, возглавляемая львом.
Во времена XVIII и XIX династий, особенно в период Амарны, Тефнут изображалась в человеческом облике в низком плоском головном уборе, увенчанном прорастающими растениями. Мать Эхнатона, Тия, была изображена в подобном головном уборе и отождествлялась с Хатхор-Тефнут. Культовая синяя корона Нефертити, по мнению археолога Джойса Тилдесли, была получена из головного убора Тии и может указывать на то, что она также отождествляла себя с Тефнут.

## Центр культа
Гелиополис и Леонтополис (современный Телль-эль-Мукдам — «Город кургана») были главным образом культовыми центрами. В Карнаке Тефнут входила в состав Великой Эннеады и призывалась в молитвах за здоровье и благополучие фараона.

## Мифология
Тефнут была связана с другими богинями как Око Ра. Известен миф, согласно которому Тефнут — Око Ра удалилась в Нубию (и в Египте наступил период засухи), а затем по просьбе своего отца, пославшего за ней Тота и Шу (в древнем варианте — Онуриса), вернулась обратно. Приход Тефнут из Нубии и последовавшее за этим вступление её в брак с Шу предвещают расцвет природы.